# Triunghi ortic

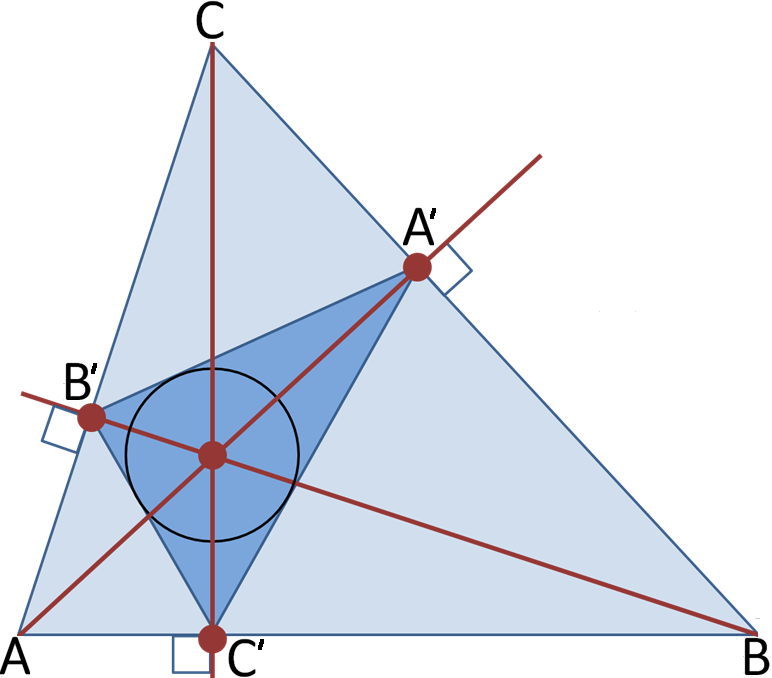
Triunghiul A'B'C' este triunghiul ortic al triunghiului ABC

Triunghiul ortic este triunghiul determinat de picioarele înălțimilor unui triunghi oarecare.

## Proprietăți ale triunghiului ortic

### Valorile unghiurilor
Unghiurile triunghiului ortic sunt egale cu:
{\displaystyle \angle \ C'=\angle \ A'C'B'=\angle \ CC'A'+\angle \ CC'B'=\angle \ CAA'+\angle \ CBB'=\pi \ -2C}
{\displaystyle \angle \ B'=\angle \ A'B'C'=\angle \ BB'A'+\angle \ BB'C'=\angle \ BAA'+\angle \ BCC'=\pi \ -2B}
{\displaystyle \angle \ A'=\angle \ B'A'C'=\angle \ AA'B'+\angle \ AA'C'=\angle \ ABB'+\angle \ ACC'=\pi \ -2A}
Demonstrație: {\displaystyle ABA'B'} este patrulater inscriptibil, deci {\displaystyle \angle \ CA'B'=\angle \ A.} La fel se procedează și pentru celelalte unghiuri.

### Lungimile laturilor
Dacă se notează {\displaystyle AA'=h_{a},BB'=h_{b},CC'=h_{c}} laturile triunghiului ortic sunt egale cu: 
{\displaystyle A'B'=c.cosC}, {\displaystyle B'C'=a.cosA}, {\displaystyle A'C'=b.cosB}
Demonstrație În Δ CB'A'  se folosește teorema sinusurilor: 
{\displaystyle {\frac {CA'}{sinB}}={\frac {A'B'}{sinC}}(1)}
În triunghiul dreptunghic AA'C: {\displaystyle cosC={\frac {CA'}{AC}}}
{\displaystyle \rightarrow \ CA'=ACcosC=bcosC(2)}
Din (1) și (2):
{\displaystyle A'B'} = {\displaystyle {\frac {CA'sinC}{sinB}}} ={\displaystyle {\frac {ACcosCsinC}{sinB}}} = {\displaystyle {\frac {bsinCcosC}{sinB}}} =  {\displaystyle (2RsinC)cosC} = {\displaystyle c.cosC}
Analog, se obțin și celelalte relații.

### Raza cercului circumscris
Notând:
R - raza cercului circumscris triunghiului ABC;
R* - raza cercului circumscris triunghiului ortic A'B'C'.
și aplicând teorema sinusurilor acestui triunghi, se obține:
{\displaystyle 2R^{*}={\frac {A'B'}{sinC'}}={\frac {c.cosC}{sin(\pi \ -2C)}}={\frac {c.cosC}{sin2C}}={\frac {c.cosC}{2sinCcosC}}} = {\displaystyle {\frac {c}{2sinC}}=R}
Prin urmare:
{\displaystyle R^{*}} = {\displaystyle {\frac {R}{2}}}